# Haley Louise Jones
Haley Louise Jones, född 23 februari 1989 i Johannesburg, Sydafrika, är en brittisk skådespelare bosatt och verksam i Tyskland.
Haley Louise Jones är utbildad skådespelare vid Film Acting School Cologne i Köln. Hon har bland annat medverkat i filmen Paradise där hon spelade Luna Ackermann. I TV-serien Älskade barn spelade hon polisen Aida Kurt, och i TV-serien Berlin ER spelade hon doktor Zanna Parker, huvudrollskaraktär.

## Filmografi (i urval)
- 2023 – Paradise
- 2023 – Älskade barn (TV-serie)
- 2025 – Berlin ER (TV-serie)